# Kanton Roquevaire
Kanton Roquevaire (fr. Canton de Roquevaire) je francouzský kanton v departementu Bouches-du-Rhône v regionu Provence-Alpes-Côte d'Azur. Skládá se z devíti obcí.

## Obce kantonu
- Auriol
- Belcodène
- La Bouilladisse
- Cadolive
- La Destrousse
- Gréasque
- Peypin
- Roquevaire
- Saint-Savournin